# (204873) FAIR
(204873) FAIR est un astéroïde de la ceinture principale.

## Description
(204873) FAIR est un astéroïde de la ceinture principale. Il fut découvert le 17 septembre 2007 à Taunus par Erwin Schwab et Rainer Kling. Il présente une orbite caractérisée par un demi-grand axe de 2,53 UA, une excentricité de 0,12 et une inclinaison de 3,0° par rapport à l'écliptique.

## Compléments